# Tô Ngọc Vân (hố va chạm)
Tô Ngọc Vân là một hố va chạm thuộc vùng tứ giác Shakespeare, Sao Thủy. Nó được phát hiện vào tháng 1 năm 2008 trong chuyến bay đầu tiên của tàu vũ trụ MESSENGER qua hành tinh này. 
Bề mặt của hố va chạm Tô Ngọc Vân bao gồm một đặc điểm sụp đổ với hình dạng bất thường, được gọi là hố trung tâm, tương tự như các hõm chảo trên Trái Đất. Đây có thể là kết quả của sự sụp đổ buồng magma bên dưới phần trung tâm của hố va chạm. 

## Tên gọi
Hố va chạm này được đặt tên theo họa sĩ và nhà phê bình nghệ thuật người Việt Nam Tô Ngọc Vân (1906–1954). Tên gọi của hố được Liên đoàn Thiên văn Quốc tế (IAU) thông qua vào ngày 9 tháng 7 năm 2009.

## Đặc điểm vật lý
Bề mặt của hố va chạm Tô Ngọc Vân bao gồm một đặc điểm sụp đổ với hình dạng bất thường, được gọi là hố trung tâm. Hố có kích thước 21 × 10 km. Đây có thể là kết quả của sự sụp đổ buồng magma bên dưới phần trung tâm của hố va chạm. Đặc điểm sụp đổ này tương tự như các hõm chảo trên Trái Đất. Trên thực tế, các hố thiên thạch tương tự đã được xác định trên khắp bề mặt Sao Thủy và có khả năng được hình thành do hoạt động núi lửa trong quá khứ. Tô Ngọc Vân có lắng đọng khuếch tán với suất phản chiếu sáng, cũng như sự bất thường về màu sắc.

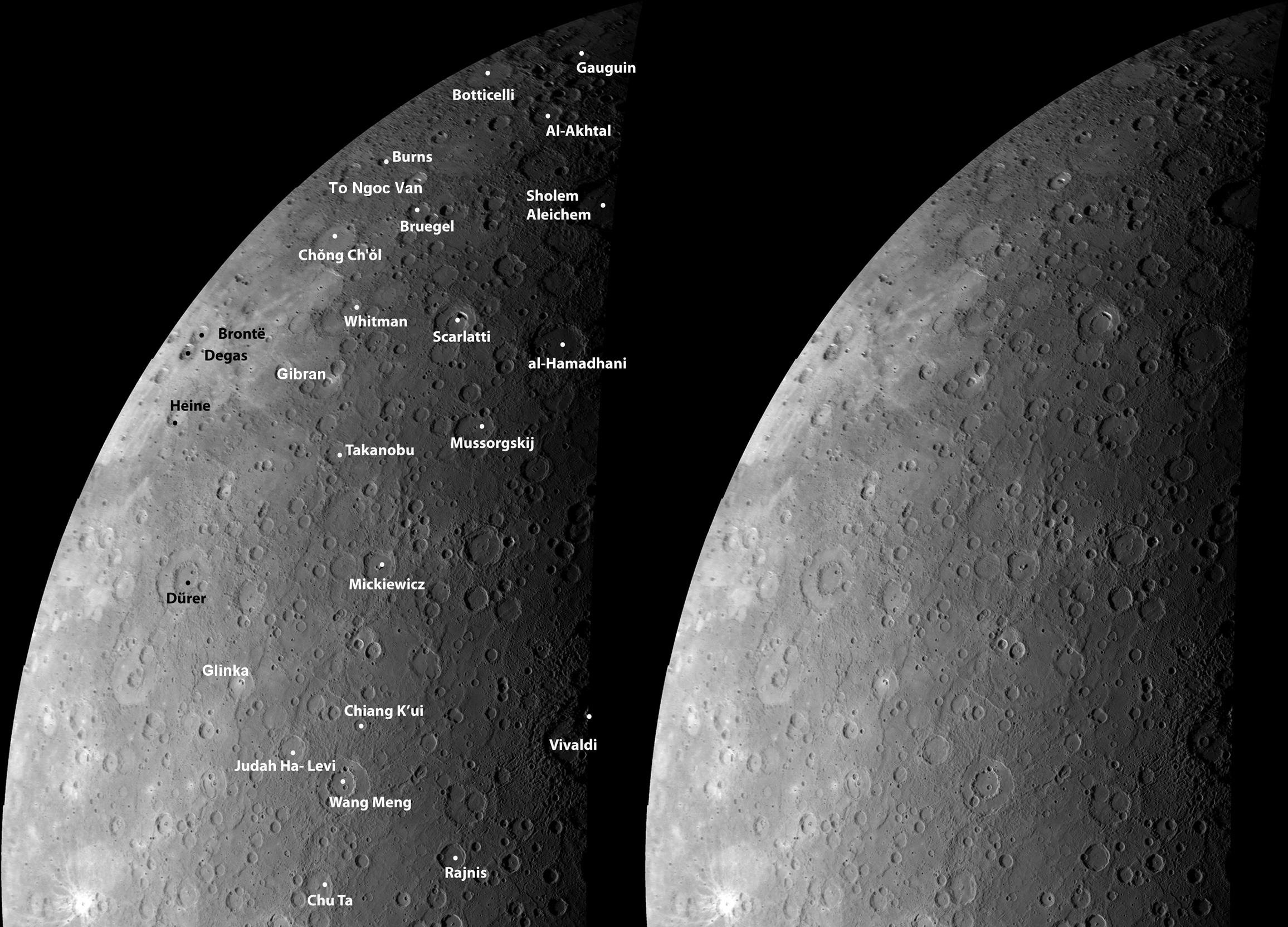
Các hố va chạm được đặt tên trên Sao Thủy

Đường kính của toàn bộ Tô Ngọc Vân là 71 km (44 dặm).

## Vị trí
Hố va chạm Tô Ngọc Vân nằm ở tọa độ 52°29′B 111°42′T / 52,49°B 111,7°T trên Sao Thủy. Phía đông nam là hố va chạm Bruegel (cách đó 106 kilômét), còn phía tây bắc là Burns (cách đó 240 kilômét).

## Hình ảnh

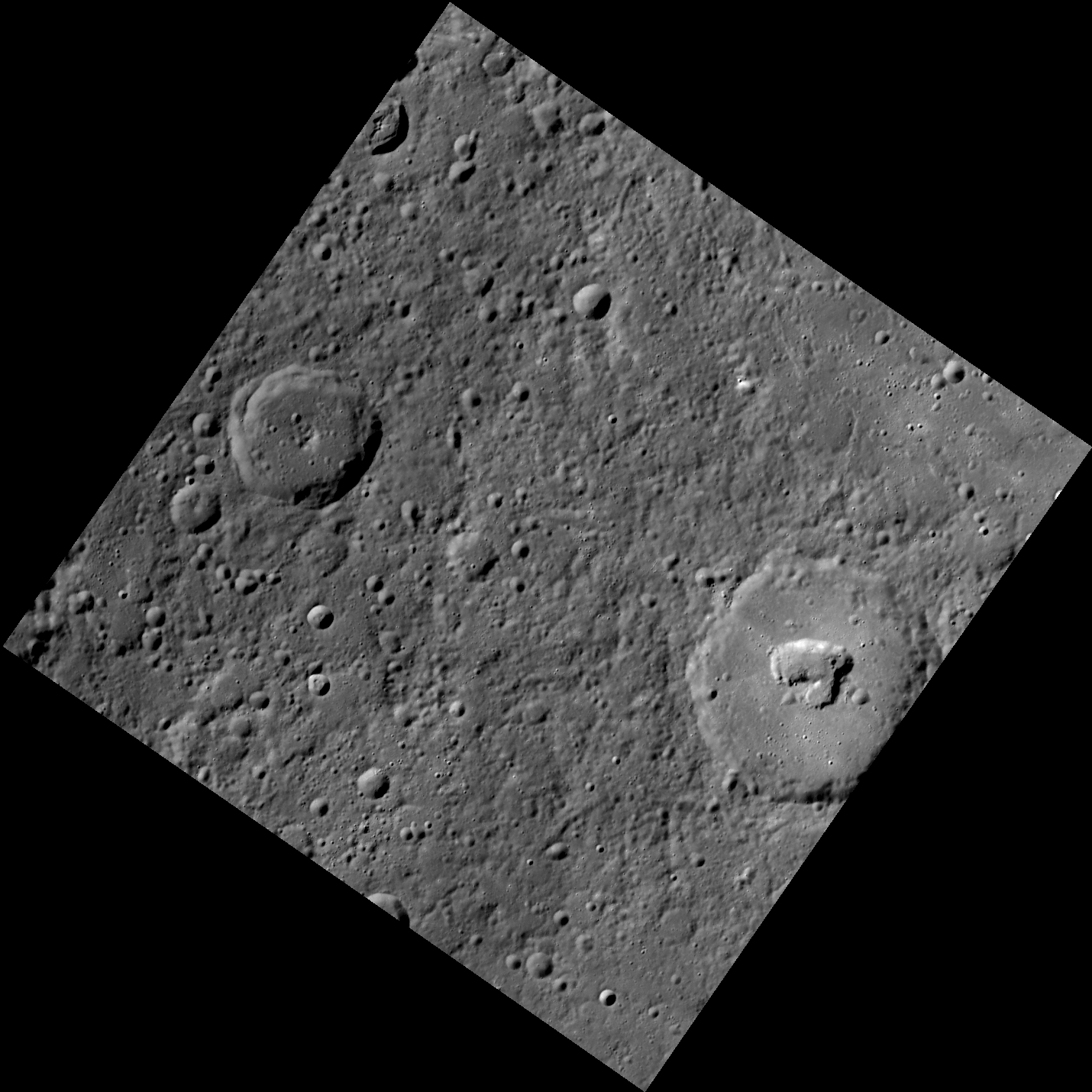
Hai hố va chạm lớn nhất trong hình là Burns (trái) và Tô Ngọc Vân (phải). Có thể nhìn thấy hố trung tâm bên trong Tô Ngọc Vân.
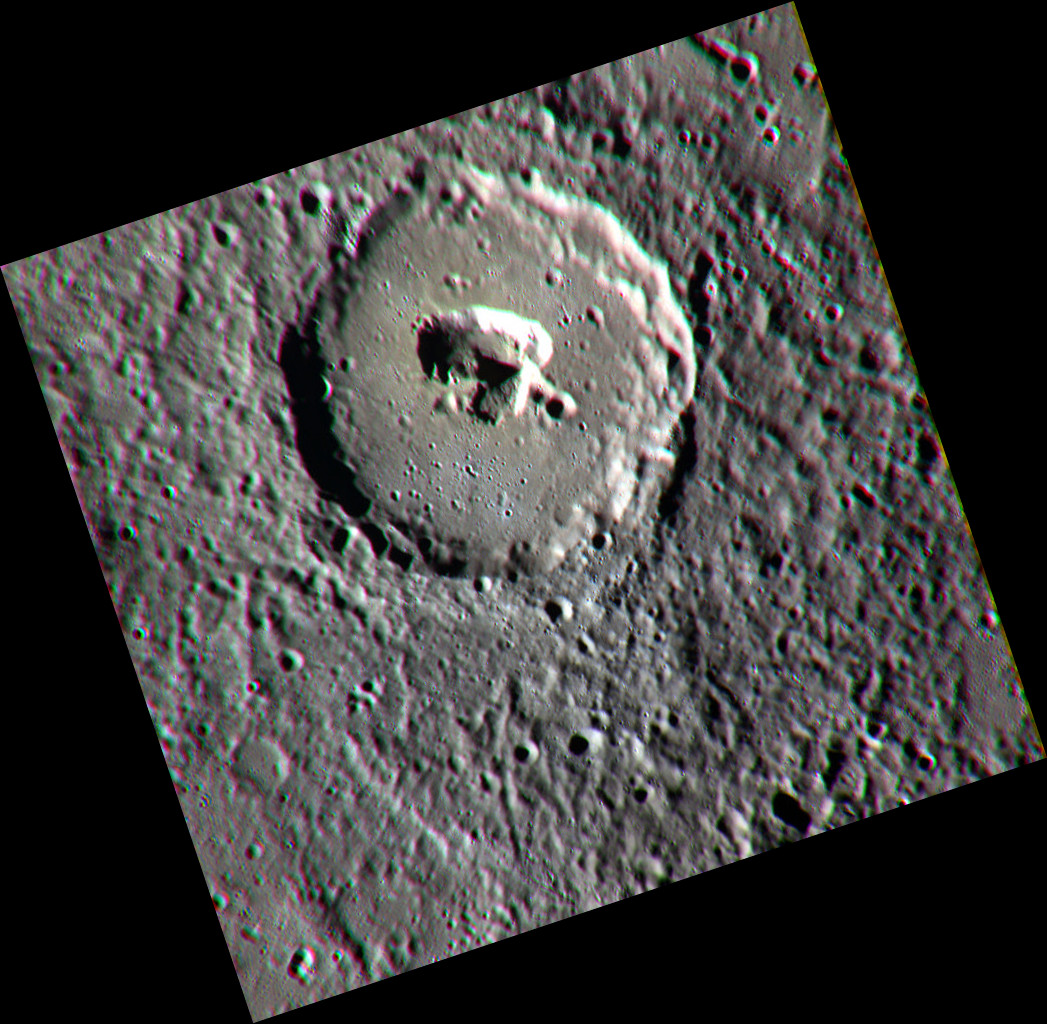
Một ảnh chụp khác của hố Tô Ngọc Vân. Hướng lên phía trên bức ảnh là hướng bắc.
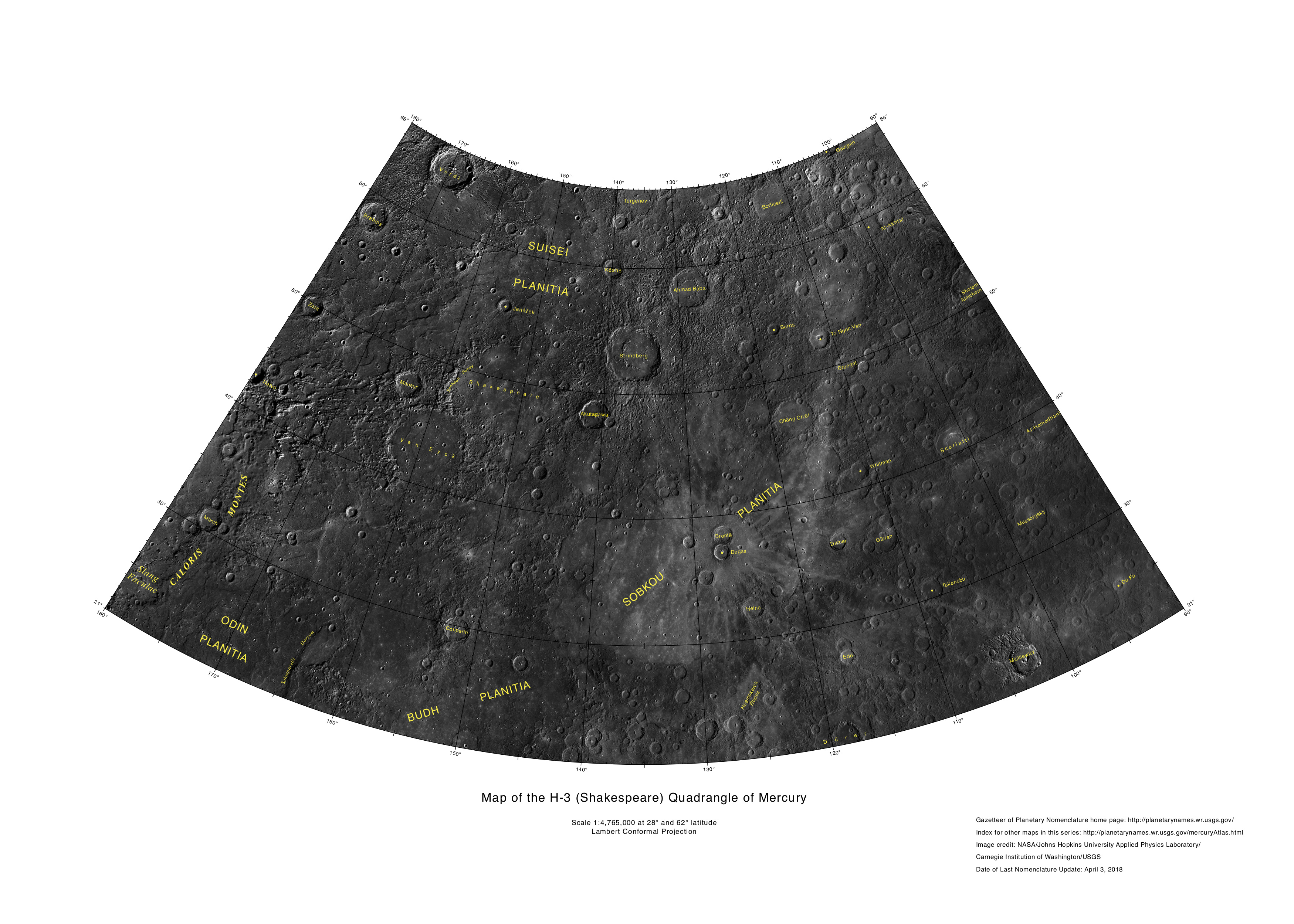
Bản đồ tứ giác Shakespeare. Hố va chạm Tô Ngọc Vân nằm chếch về phía trên, bên phải hình (nhấn vào để phóng to).